# Illyéd
Illyéd (1899-ig Illadia, románul Ilidia) falu Romániában Krassó-Szörény megyében. Közigazgatásilag Csiklófaluhoz tartozik.

## Fekvése
Oravicabányától 8 km-re délre fekszik.

## Története
1223-ban, Elyad néven említi először oklevél.
Illyéd királyi uradalom központja volt, melyet II. András király Margit nevű húgának, II. Iszaakiosz bizánci császár özvegyének adott haszonélvezetre. 1223-ban ezt a pápa is megerősítette. 1248-ban Lőrinc erdélyi vajda adott itt ki oklevelet.
1312–1316-ban ispánság volt, melyhez hozzátartozott Mátételke, Pátrig és Oroszi (Rusztolc) is. 1334-ben egyházának papjai a pápai tizedjegyzék szerint 17 báni pápai tizedet fizettek. 1363-ban az illyédi vár várnagyai ide telepítették a kövesd(patak)i jobbágyokat is.
A településnek 1910-ben 2046, túlnyomórészt román lakosa volt. A trianoni békeszerződésig Krassó-Szörény vármegye Jámi járásához tartozott.

### Illyéd vár
A közelében levő magaslaton levő várát a tatárjárás után építtette a Kán nembeli Lőrinc erdélyi vajda. 1308-ban a királyra szállt. Várnagyai:
- Henc fia János, 1323 után budai rektor
- Kartal nembeli Kartali Tamás 1319-ben
- Bor-Kalán nembeli Szeri Pósa 1325–1326

1429 és 1435 között a Német Lovagrendé volt. 1512-ben Báthory István nádor legyőzött itt egy török sereget. 1551-ben elfoglalta a török, sérüléseiből nem állították helyre. Azóta rom.

## Nevezetességek
- 13–14. századi sziklafestmény a falutól keletre 2,5 kilométerre. A romániai műemlékek jegyzékében CS-I-m-B-10841 sorszámon szerepel.
- 13–14. századi erődtemplom és 11–14. századi temetkezési hely (CS-I-s-A-10842).
- „Sălişte” régészeti lelőhely a falu nyugati bejáratánál, 8–9. és 13–14. századi települések maradványaival (CS-I-s-B-10843).
- „Dealul Obliţa” régészeti lelőhely 13–15. századi körtemplommal és temetkezési hellyel (CS-I-s-A-10844).
- „Moara Gherghinii” régészeti lelőhely a felutól délnyugatra 1 kilométerre: 11–12. századi település és temetkezési hely, 8–9. századi település, 3–4. századi település, kőrézkori település, Hallstatti kultúrához tartozó település (CS-I-s-B-10845)
- 8. századi népvándorlás korabeli település a Măscăşeni patak partján (CS-I-s-B-10846).
- 1797-ben épült, a Szentlélek Alászállásának szentelt templom (CS-II-m-B-11123).